# Flaskô
Flaskô es una empresa brasilera ubicada en el municipio de Sumaré, estado de São Paulo, dedicada a la producción de envases plásticos. Se trata de la principal empresa recuperada del país.

## Recuperación
Los trabajadores de la empresa tomaron el control de la producción en junio de 2003, desde entonces tuvieron lugar varios pedidos de quiebra que no prosperaron. Anteriormente, era conducida por los hermanos Anselmo y Luis Batschauer. La mayor parte de las deudas que tenía la empresa se componía de salarios atrasados y contratos impagos con otras empresas. Esta recuperación no fue la primera en su tipo, ya que ocurrió poco después de que otras dos empresas de Joinville -Cipla e Interfibra- tuvieran un destino similar.
Se han evitado sucesivos remates sobre las maquinarias de la empresa. Los trabajadores nunca han tenido la intención de gestionar la creación de una cooperativa, sino que han buscado la estatización de la compañía.